# Альберт Теллунг
Альберт Теллунг (нім. Albert Thellung, 1881—1928) — швейцарський ботанік, професор Цюрихського університету.

## Біографія
Альберт Теллунг народився 12 травня 1881 року в місті Вінтертур, Швейцарія.
Теллунг став відомим завдяки своєму вивченню флори Північної Європи. Також Теллунг брав участь у створенні книг Illustrierte Flora von Mittel-Europa, присвяченій флорі Центральної Європи, і Flora der Schweiz по флорі Швейцарії.
Альберт Теллунг помер 26 липня 1928 року в місті Цюрих.